# The Fighting Gringo
The Fighting Gringo er en amerikansk stumfilm fra 1917 af Fred Kelsey.

## Medvirkende
- Harry Carey som William Saunders.
- Claire Du Brey som May Smith.
- George Webb som Arthur Saxon.
- Rex De Rosselli som Ramon Orinez.
- T.D. Crittenden